# Maximilian Kneller
 (mars 2025).
Maximilian Kneller, né le 20 octobre 1993 à Bielefeld, est un homme politique allemand. 

## Biographie
Maximilian Kneller naît le 20 octobre 1993 à Bielefeld. Membre de l'AfD, il est élu au Bundestag en 2025.